# Frampton (Dorset)
Frampton – wieś w Anglii, w hrabstwie Dorset. Leży 9 km na północny zachód od miasta Dorchester i 188 km na południowy zachód od Londynu.